# Tiefungsversuch
Der Tiefungsversuch ist ein Prüfverfahren in der Metallverarbeitung und dient zur Bestimmung der Tiefungsfähigkeit von Blechen und Bändern.

## Methode
An Bleche und Bänder für Streckziehzwecke werden hohe Anforderungen in Bezug auf ihre Kaltverformbarkeit gestellt. Sie müssen bei ihrer Bearbeitung einer hohen plastischen Verformung standhalten, ohne dass dabei Anrisse auftreten. Beim Tiefungsversuch wird diese Verformbarkeit überprüft, indem mit einem Kugelstempel gegen das Prüfblech gedrückt und die angewendete Kraft dabei solange kontinuierlich erhöht wird, bis sich ein Riss bildet. Die Eindrücktiefe vor Rissbildung gilt als Kennwert. 
Eine Prüfmethode, welche sich im Laufe der Zeit herausgebildet hat, ist die Tiefungsprüfung nach Erichsen, die in der DIN EN ISO 20482 genormt ist. Die Probe wird aufgrund der maximalen Tiefung, der dabei auftretenden Kraft und der Oberfläche beurteilt.

## Versuchsaufbau und -ablauf

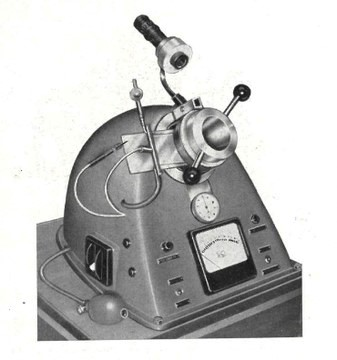
Tiefungsmaschine

Es gibt spezielle Prüfmaschinen für den Tiefungsversuch nach Erichsen, in die das zu prüfende Blech eingelegt und durch eine Niederhaltekraft auf der Matrize gehalten wird. Eine gehärtete Kugel mit einem Durchmesser von etwa 20 mm drückt dann von unten gegen das Blech und bewirkt dabei eine Kaltverformung. An zwei Messuhren können die momentane Tiefung (diese entspricht dem Stempelweg) und die dabei auftretende Kraft abgelesen werden. Der Versuch wird bei Lastabfall, d. h. bei Bildung eines Risses, beendet.
Aus der Tiefung und der Ziehkraft wird der nach DIN 50101 (ersetzt durch DIN EN ISO 20482:2014-03) standardisierte Erichsenindex als Maß für die Tiefungsfähigkeit des Materials abgeleitet. Außerdem wird das verformte Blech optisch beurteilt. Um Streuungen zu erfassen, sind mehrere Messungen erforderlich.

## Aktuelle Normen
- DIN EN ISO 20482 (2003-12) Metallische Werkstoffe – Bleche und Bänder – Tiefungsversuch nach Erichsen
- DIN 50101-1 (1979-09) Prüfung metallischer Werkstoffe; Tiefungsversuch an Blechen und Bändern mit einer Breite von mind. 90 mm (nach Erichsen), Dickenbereich: 0,2 mm bis 2 mm
- DIN 50102 (1979-09) Prüfung metallischer Werkstoffe; Tiefungsversuch an schmalen Bändern (nach Erichsen), Breitenbereich: 30 mm bis unter 90 mm